# Maurizio Zanella
Maurizio Zanella (* 1957 in Bozen) ist ein italienischer Weinpionier. Er begründete das Weingut Ca’ del Bosco, das wichtigste Weingut in der Region Franciacorta. Von 2009 bis 2015 war er Präsident des Winzerkonsortiums Franciacorta.

## Familie und Arbeit

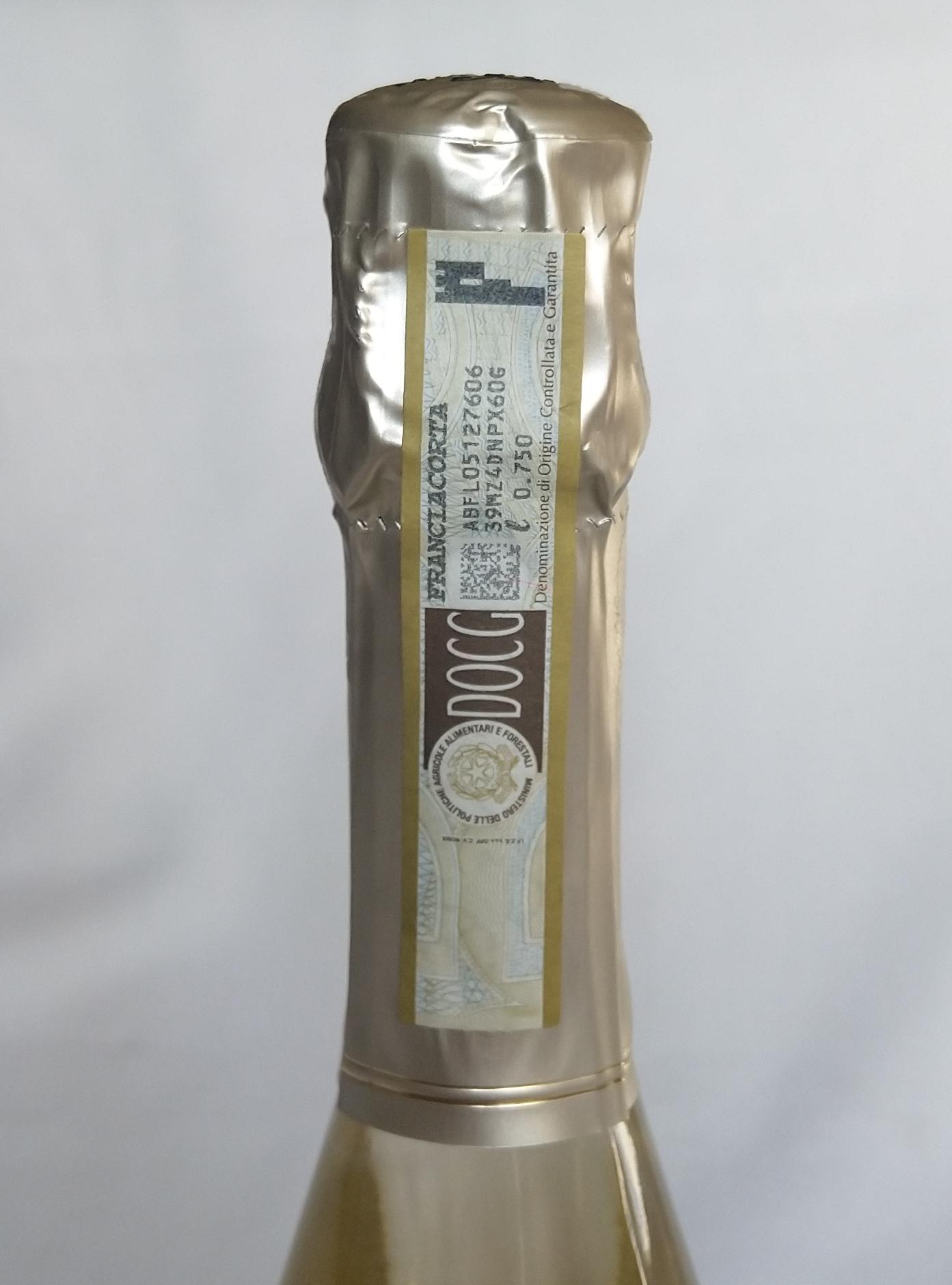
Flaschenhals einer DOCG-zertifizierten Schaumweinflasche

Eigenen Erzählungen nach wurde der widerspenstige Sohn von Annamaria Clementi († 2014) und dem Spediteur Albano Zanella mit 14 Jahren von seinen Eltern „an das Ende der Welt verbannt“, so beschreibt Zanella heute in Interviews diesen Teil seiner Kindheit. Das von Kastanienbäumen umgebene, 1962 von der Familie gekaufte Haus Ca’ del Bosco (Haus im Wald) mit zwei Hektar Grundstück, zur Gemeinde Erbusco gehörend, sollte helfen, ihn „von Schulproblemen und weiteren Eskapaden“ weg zu bringen. Dieser Teil der Lombardei südlich des Iseosees war damals international und auch bei italienischen Weinexperten weitgehend unbekannt. Maurizio lernte diese Gegend mit ihren Wäldern und kleinen Weinbergen lieben. Bereits als Teenager hatte er seine Entscheidung, Wein produzieren zu wollen, getroffen.
Anfang der 1970er Jahre ging er einige Zeit jeweils ins Burgund, nach Bordeaux und in die Champagne, um dort Önologie zu studieren, und kam mit der festen Vorstellung zurück, auch in der Franciacorta „solche Weine zu produzieren“. Vor allem seine Mutter unterstützte ihn in diesem Vorhaben. Als erster Chefönologe diente André Dubois († 1990), den er während seiner Ausbildung kennengelernt hatte. Sein erster Jahrgang war 1976, der zwei Jahre später auf den Markt kam, damals noch mit der Bezeichnung Spumanti. 1979 kreierte er den ersten Jahrgangsschaumwein.
Maurizio revolutionierte das Weingut: Der Weinkeller lag fortan elf Meter tief unter der Erde, die Stockdichte erhöhte er auf bis zu 10.000; er war ein strenger Verfechter der Reduktion, also des konsequenten Rückschnitts. Mit seinen Weinen war er recht schnell erfolgreich, jedoch fehlte ihm die Historie oder die Reputation, die ihm und seinen Winzerkollegen die Arbeit erleichtert hätte. Die hier produzierten Weine sind bereits seit 1967 mit eigenem DOC-Status zu versehen, 1995 kam die höhere DOCG-Auszeichnung hinzu, weil Franciacorta die erste italienische Weinregion ist, in der Schaumweine mit der Flaschengärung hergestellt werden.
Heute gehören zum Weingut Ca’ del Bosco in Erbusco 160 ha Rebland, von denen 10 Prozent in seiner Gemeinde liegen, in der er auch wohnt. Der Kern seines Kellereigebäudes ist eine 17 Meter hohe, unterirdische Kuppelhalle, von der sternförmig die Gänge in die Lagerhallen abzweigen. Die Weinherstellung wird von zeitgenössischer Bildhauerei inspiriert: Am Eingangstor des Geländes sieht man eine aufgehende Sonne (von Arnaldo Pomodoro), in der Vinifikationshalle hängt das Nashorn Peso del TempoSospeso von Stefano Bombardieri (* 1986).
Zanella hat zwei Kinder. In seiner Freizeit fährt er Motocross und Ski.